# 危険な関係
『危険な関係』（きけんなかんけい、Les Liaisons dangereuses）は、1782年にフランスの作家ピエール・ショデルロ・ド・ラクロによって書かれた、175通の手紙で構成される書簡体小説。18世紀後半のフランス貴族社会を舞台に、貴族社会の道徳的退廃と風紀の紊乱を往復書簡という形で活写した。なお、ラクロの本職は職業軍人であり、恋の駆け引きの描写は本格的な（軍事的な意味での）心理戦の域にまで達していると評される。

## あらすじ
メルトイユ侯爵夫人は、自分を裏切った愛人が15歳の清純な少女セシルと婚約したことを聞く。愛人への復讐のために、メルトイユは以前から関係のあるヴァルモン子爵にセシルを誘惑して堕落させるように依頼する。だがヴァルモンは貞節と評判の高いツールヴェル法院長夫人を誘惑し堕とすことに興味を持っており、メルトイユの依頼をいったんは断る。
しかしセシルの母ヴォランジュ夫人がツールヴェル法院長夫人に、ヴァルモンの事を非難し近づいてはならないと忠告したと聞き、ヴォランジュ夫人への復讐のために、ヴァルモンはメルトイユの依頼を受ける。
メルトイユ侯爵夫人とヴァルモン子爵、2人が仕掛ける退廃に満ちた恋愛ゲームが始まる。

## 日本語訳
- 『危険なる知己』 矢口達訳 国際文献刊行会（猟奇叢書 第1巻） 1929年
- 『危険な関係』 竹重頼久編訳 京橋出版社 1951年。
以上は抄訳版。
- 『危険な関係』 伊吹武彦訳 各上下巻、岩波文庫 1965年 / 初版 創元社〈創元選書〉 1947年 - 1948年。文庫はたびたび復刊。
- 『危険な関係』 竹村猛訳 角川文庫（上下巻） 1960年、映画化で1冊本に改版2004年
- 『危険な関係』 近田武訳 潮文庫 1972年
- 『危険な関係』 新庄嘉章・窪田般弥訳 新潮文庫（上下巻） 1972年、映画化で復刊1988年
- 『危険な関係』 大久保洋訳、講談社文庫（上下巻） 1977年 / 講談社『世界文学全集15 ルソー・ラクロ』1983年
- 『危険な関係』 桑瀬章二郎・早川文敏訳、白水社〈エクス・リブリス・クラシックス〉2014年

## 映画化作品
- 危険な関係（1959年、フランス） 監督はロジェ・ヴァディム、主演はジェラール・フィリップ、ジャンヌ・モロー。舞台は現代パリの上流社会。
- 華麗な関係（1976年、フランス） 再びヴァディム監督で映画化。主演はシルヴィア・クリステル、ジョン・フィンチ、ナタリー・ドロン。DVDはアミューズソフトエンタテインメント、2005年。
- 危険な関係（1978年、日本） 藤田敏八監督が舞台を日本に置き換え映画化。主演は三浦洋一、宇津宮雅代。DVD未発売。
- 危険な関係（1988年、アメリカ） ハリウッドで映画化、出演はグレン・クローズ、ジョン・マルコビッチ、ミシェル・ファイファー、キアヌ・リーブスほか、アカデミー脚色賞などを受賞している。DVDはワーナー・ブラザースで数度出された。
- 恋の掟（1988年、イギリス・フランス合作） 監督はミロス・フォアマン、主演はアネット・ベニング、コリン・ファース。
- クルーエル・インテンションズ（1999年、アメリカ） 舞台を現代のアメリカに移し、登場人物も高校生中心に置き換えた。
- スキャンダル（2003年、韓国） 主演はペ・ヨンジュンで、舞台を李氏朝鮮後期の両班社会に置き換えた。
- 危険な関係（2012年、中国・韓国） 監督はホ・ジノ、出演はチャン・ドンゴン、チャン・ツィイー、セシリア・チャン。舞台は1930年代の上海に置き換えられた。

## 舞台化作品
- 1986年にクリストファー・ハンプトンにより戯曲化されている。ロンドン、ニューヨークなどで上演される。日本では1988年に初演、1993年に再演されている（演出：デイヴィッド・ルヴォー、主演：麻実れい）。
- ドイツの劇作家ハイナー・ミュラーが『四重奏』の題名で戯曲化している。日本では1994年、演出家渡邊守章が自ら女形を演じ、東京都墨田区にある劇場シアターΧで上演した。
- 1997年に宝塚歌劇団雪組で『仮面のロマネスク』のタイトルでミュージカル化された(主演：高嶺ふぶき・花總まり)。後、2012年宙組で大空祐飛・野々すみ花主演、2016年花組で明日海りお・花乃まりあ主演、2017年花組で明日海りお・仙名彩世、2024年雪組で朝美絢・夢白あや主演で再演された。
- 2005年、アダム・クーパーの演出・振付・主演でバレエ化された。
- 2017年、脚本：クリストファー・ハンプトン、演出：リチャード・トワイマン、主演：玉木宏で上演される。（東京・シアターコクーン / 大阪公演・森ノ宮ピロティホール）[1]。

## テレビドラマ
- 危険な関係（2003年） カトリーヌ・ドヌーヴ主演、共演ルパート・エヴェレット、ナスターシャ・キンスキー、リーリー・ソビエスキーほか、監督はジョゼ・ダヤン。舞台は1960年代のパリで展開される。上映時間204分。製作国：フランス・イギリス・カナダ。
- 危険な関係（2005年） 東海テレビ制作の昼ドラマ。高橋かおり主演で、舞台は現代の日本。

## 漫画化作品
- さいとうちほ 『子爵ヴァルモン〜危険な関係〜』（全2巻、小学館フラワーコミックスα、2010年9月 / 2011年12月） - 『月刊flowers増刊 凛花』にて、2009年6月号より2011年11月号まで連載。なお、時代設定がフランス革命直前に変更されている。